# Univerzita Bilkent
Univerzita Bilkent, turecky İhsan Doğramacı Bilkent Üniversitesi, je soukromá univerzita v Ankaře, hlavním městě Turecka. Založil ji 20. října 1984 İhsan Doğramacı. První přípravy na založení univerzity proběhly už v roce 1967. První studenti byli přijati v roce 1986. V tomto roce bylo zapsáno 386 studentů. O tři desítky let později měla univerzita více než 12000 studentů na devíti fakultách. Zahraniční studenti pocházeli z 72 různých zemí. Univerzita oznámila, že poskytuje více než 2500 plných stipendií.
Podle World University Rankings 2010/2011 Times Higher Education byla univerzita Bilkent na 112. místě a v této době nejlepší mezi tureckými univerzitami. Přednášky jsou v angličtině, jedinými výjimkami jsou jazykové kurzy a turecké právo na právnické fakultě.
Název Bilkent pochází z výrazu „bilim kenti“ (město vědy) a označuje také čtvrť, v níž univerzita leží.

## Známí absolventi
- Başak Köklükaya, herečka
- Başak Şenova, umělecký kurátor
- Binnur Kaya, herečka
- Demir Demirkan, hudebník
- Emrah Yucel, grafický designér
- Erdem Başçı, guvernér centrální banky
- Fadik Sevin Atasoy, herečka
- Haluk Akakçe, malíř
- Hande Dalkılıç, klavírista
- Jehan Barbur, hudebník
- Nasuh Mahruki, horolezec
- Orkut Büyükkökten, turecký zaměstnanec firmy Google, který vyvinul Orkut
- Şahan Gökbakar, komik
- Tamer Karadağlı, herec
- Ceyhun Bozkurt, skladatel
- Tarkan Gözübüyük, hudebník
- Yiğit Bulut, novinář
- Zeynep Koltuk, herečka